# 兵团卫视
兵团卫视是新疆生产建设兵团广播电视台的一个电视频道，其前身是开播于1994年7月19日的新疆生产建设兵团有线电视台，2001年更名为兵团电视台。2007年10月7日，兵团电视台上星播出，更名为“兵团卫视”。

## 沿革
2008年7月1日，兵团卫视改版，与上海文广新闻传媒集团（SMG）魅力音乐频道（现已置换为魅力足球频道）旗下热波传媒合作，节目以音乐为主打，其目标是要打造中国第一的青年音乐文化频道，其节目是在北京和乌鲁木齐制作。但2009年，因新疆发生七五事件，新疆卫视和兵团卫视被国家广播电影电视总局要求整改；故从2009年7月6日起，兵团卫视取消播放由外包公司制作的节目，全天大时段转播央视综合频道，全天只保留《兵团新闻联播》等新闻类节目和播出电视剧，这种娱乐化的改版显然以失败告终（之后热波传媒以破产告终）。
七五事件后，兵团卫视连同新疆卫视、西藏卫视，被国家广播电影电视总局當作是政策落地的频道。
2009年8月28日，兵团卫视再次改版，更换台标为正在飘逸的五角星。
2014年1月8日，国家新闻出版广电总局下发《关于给予新疆兵团卫视和四川卫视暂停商业广告播出处理的通报》，称截至2014年1月6日凌晨，兵团卫视播出的“鬼谷子下山大罐”和“香薰睡眠宝”电视购物短片广告，播出时长超过20分钟，严重违反了国家新闻出版广电总局发布的《关于进一步加强卫视频道播出电视购物短片广告管理工作的通知》中“每天每小时播出电视购物短片广告不得超过1条（次），每条不得超过3分钟”的规定。为此，广电总局决定，自1月9日零时起至24日零时，暂停兵团卫视所有商业广告播出。
2014年7月，兵团卫视與兵团新闻频道進行高清试播。
2016年7月1日，兵团卫视标清频道启动16:9播出，台标保留4:3尺寸。